# ألم مفصلي
ألم مفصلي يعني الألم الحادث في المفاصل هو علامة لوجود جرح، عدوى، أمراض (بشكل خاص التهاب المفاصل) أَو ردّ فعل حسّاس إلى دواءٍ ما.
طبقاً لشبكة المصطلحات الطبية، تعبير «ألم مفصلي» يجب أن يُستَعمل فقط في حالة الألم بدون وجود التهاب وتعبير «التهاب مفصل» يُستَعمل في حالة وجود التهاب مصاحب للألم.

## التشخيص والأسباب
يتضمن التشخيص مقابلة المريض وعمل التحاليل والاختبارات الفيزيائية. عندما يُحاول الطبيب إيجاد سبب ألم المفاصل، يتم التأكيد على المقابلة. يُسْأَل المريض أسئلة مقصودة لتضييق عدد الأسبابِ المحتملة.هذه الأسئلة تُحدّد عدد الأسبابِ المحتملة وتوجّه الطبيبَ نحو الاختبارات الملائمة وتحاليل المختبر.

## المعالجة
تعتمد المعالجة على السبب المعيّن للألم. السبب التحتي أو المخفي أو الأصلي سيعالج أولاً وقبل كل شيء. المعالجة قد تتضمّن جراحة تبديل مفصل للمفاصلِ المتضرّرة جداً، مثبطات المناعة (immunosuppressants)، المضادات الحيوية عندما يكون السبب عدوى، وإيقاف تعاطي دواء ما عندما يكون رد الفعل الحساس للدواء هو السبب في الألم.

## أمراض تسبب ألم المفاصل
- لوكيميا حادّة
- مرض بهجت
- داء بطني
- مرض الإعياء المزمن
- متلازمة الألم حوضي المزمنة
- ذات الرئة المكتسَبة
- داء كرون
- متلازمة إيلرز دانلوس
- داء كاواساكي
- داء الذئبة
- داء لايم
- الملاريا* مرض النسيج الرابط المختَلط
- التهاب البلعوم
- ذات الرئة
- متلازمة الصدمة السامّة
- التهاب الكبد
- مرض ويبل
- الحُمَّى الروماتزمية
- التهاب القولون التقرحي
- داء الصدفية
- إحمرار عُقَدي